# Dendrobium iboense
Dendrobium iboense är en orkidéart som beskrevs av Rudolf Schlechter. Dendrobium iboense ingår i släktet Dendrobium, och familjen orkidéer. Inga underarter finns listade i Catalogue of Life.